# Shō Tai
Shō Tai (尚泰 (Thượng Thái) 3 tháng 8 năm 1843 – 19 tháng 8 năm 1901,  Bính âm: Shàng Tài) là vị vua cuối cùng của vương quốc Lưu Cầu (Ryūkyū) (trị vì 1848–1879). Thời gian trị vì của ông chứng kiến sự ảnh hưởng mạnh mẽ của những người nước ngoài, đặc biệt là châu Âu và Hoa Kỳ, cũng như sự cáo chung của vương quốc và việc nó bị sáp nhập vào Nhật Bản và trở thành tỉnh Okinawa ngày nay.
Năm 1879, nhà vua bị phế truất buộc phải đến sống tại Tokyo. Trong một động thái đền bù, ông trở thành một hầu tước trong hệ thống quý tộc Minh Trị.

## Thời đầu trị vì
Shō Tai trở thành vua Lưu Cầu từ năm lên 6 tuổi, và cai trị trong gần 31 năm. Các nước phương Tây đã gây sức ép lên vương quốc trên các vấn đề thương mại, quan hệ chính thức và đi lại và định cư tự do của người phương Tây tại quần đảo Lưu Cầu trong một hai thập kỷ đầu trong thời kỳ trị vì của ông.
Trong khi những người phương Tây đã được đến Lưu Cầu từ vài thập kỷ trước khi Shō Tai lên ngôi vào năm 1848, và hầu như luôn được chào đón nồng nhiệt và được cung cấp đồ tiếp tế, thì cho đến tận thập kỉ 1850 các chính sách chính thức mới cho phép cũng như khuyến khích thương mại và quan hệ với người Âu Mỹ. Phó đề đốc Matthew Calbraith Perry đã cập cảng Naha nhiều lần, cả trước và ngay sau cuộc đổ bộ nổi tiếng của ông tại Cảng Uraga vào năm 1853; Phó đề đốc chưa từng được phép gặp mặt vị vua trẻ tuổi, bất chấp các đòi hỏi và sức ép của ông. Tuy nhiên ông đã gặp mặt nhiếp chính của vương thất và các triều thần cao cấp khác, cuối cùng mang đã mang lại Hiệp ước Lưu Cầu năm 1854, cũng các thỏa thuận khác, có thể nói là song song với Hiệp ước Kanagawa ký cùng năm giữa đại diện của Mạc phủ Tokugawa, và kết quả là đã mở cửa Lưu Cầu trên lĩnh vực thương mại và quan hệ với Hoa Kỳ. Thương mại và quan hệ với các thế lực phương Tây khác ngay sau đó, với đằng sau là Shimazu Nariakira, lãnh chúa phiên Satsuma, người đã nhìn thấy trong quá trình này có cơ hội để đạt được sự giàu có và quyền lực. Quan hệ với Pháp mạnh mẽ một cách đặc biệt; một phái đoàn của Pháp đã được thành lập tại Naha, và năm 1857 đã chính thức cấp một số hạng mục của pháo dã chiến cho Shō Tai.
Nariakira đột ngột qua đời vào năm 1858. Kế vị ông là người em trai cùng cha khác mẹ Shimazu Hisamitsu, Shō Tai đã một lần nữa phải tuyên thệ chính thức trung thành với gia tộc Shimazu, là điều mà tổ tiên ông đã từng phải tuyên thệ năm 1611. Hisamitsu đảo ngược chính sách của người anh trai về vấn đề tương tác giữa Lưu Cầu và phương Tây; Sự phản đối quyết liệt ảnh hưởng phương Tây của phiên Satsuma là một động lực dẫn đến các sự kiện xảy ra vào các thập niên sau của Nhật Bản.
Đến tận năm 1864, sau khi Shō Tai đã tại vị được 16 năm, mới có đoàn sứ thần Lưu Cầu đến Trung Quốc để xin sắc phong chính thức của nhà Thanh. Đại diện của nhà Thanh được cử đến Lưu Cầu hai năm sau, thay mặt hoàng đến Đồng Trị sắc phong vương vị Lưu Cầu quốc vương cho Shō Tai.

## Cải cách Minh Trị
Sau cải cách Minh Trị vào năm 1868, và việc phế phiên, lập huyện bốn năm sau đó, quan hệ của vương quốc với phiên Satsuma cũ (nay là tỉnh Kagoshima) và Chính quyền Minh Trị ở Tokyo không rõ ràng và là một chủ đề tranh luận giữa các phe phái trong triều đình trung ương.
Đồng thời vào năm 1871, có một sự cố đã xảy ra mà trong đó một tàu Lưu Cầu đã bị đắm tại bờ biển Đài Loan và thủy thủ trên tàu đã bị thổ dân bản địa giết chết. Kagoshima đã ép Shō Tai gửi một kiến nghị chính thức đến Tokyo, yêu cầu bồi thường; sự kiện phát triển thành một vấn đề quốc tế và cuối cùng dẫn đến việc gửi một đoàn quân Nhật Bản đến viễn chinh Đài Loan năm 1874. Để giúp giải quyết vấn đề này và các công việc khác liên quan đến quan hệ giữa Lưu Cầu và Nhật Bản, Shō Tai được khuyên nên vi hành đến Tokyo và chính thức bày tỏ lòng kính trọng của mình đến Thiên hoàng Minh Trị, thừa nhận mình và cả vương quốc lệ thuộc vào Thiên hoàng. Shō Tai đã từ chối, và cử Hoàng thân Ie, thúc phụ của mình, và Ginowan Ueekata, một trong những triều thần đứng đầu của vương quốc, còn về phần mình thì cáo ốm để tránh phải đi. Tại Tokyo, các sứ thần đã được biểu thị, thay mặt cho quốc vương của họ, một công bố chính thức vương quốc nay trở thành "phiên Lưu Cầu", tức là một lãnh địa phong kiến dưới quyền Thiên hoàng Nhật Bản theo mô hình đã được bãi bổ vào năm trước tại Nhật Bản. Sự dàn xếp mới này có nghĩa là Lưu Cầu được tự do khỏi việc lệ thuộc Satsuma, song cũng có nghĩa là bị sáp nhập vào Nhật Bản và phụ thuộc vào triều đình vương thất ở Tokyo.
Hai phái đoàn được lãnh đạo bởi Matsuda Michiyuki, Tổng thư ký của Tự trị tỉnh, đã đến vào năm 1875 và 1879 nhằm tái tổ chức lại cơ cấu hành chính của Lưu Cầu. Shō Tai và một số trọng thần được phong tước hiệu chính thức cua Triều đình Thiên hoàng Nhật Bản, và nhà vua được lệnh là phải đượcíh thân đến Tokyo song ông tiếp tục cáo ốm. Vương tử Nakijin dẫn theo một nhóm nhỏ triều thần đã biểu thị biết ơn phiên thay nhà vua. Việc nhà vua kiên quyết từ chối đến Tokyo, và tiếp tục quan hệ ngoại giao trực tiếp với nhà Thanh là một mối quan tâm lớn của Minh Trị, và Bộ trưởng Tự trị tỉnh là Ito Hirobumi đã lên kế hoạch vào năm 1878 để chấm dứt tình trạng tự trị và nửa mơ hồ của phiên.

## Thoái vị và lưu vong

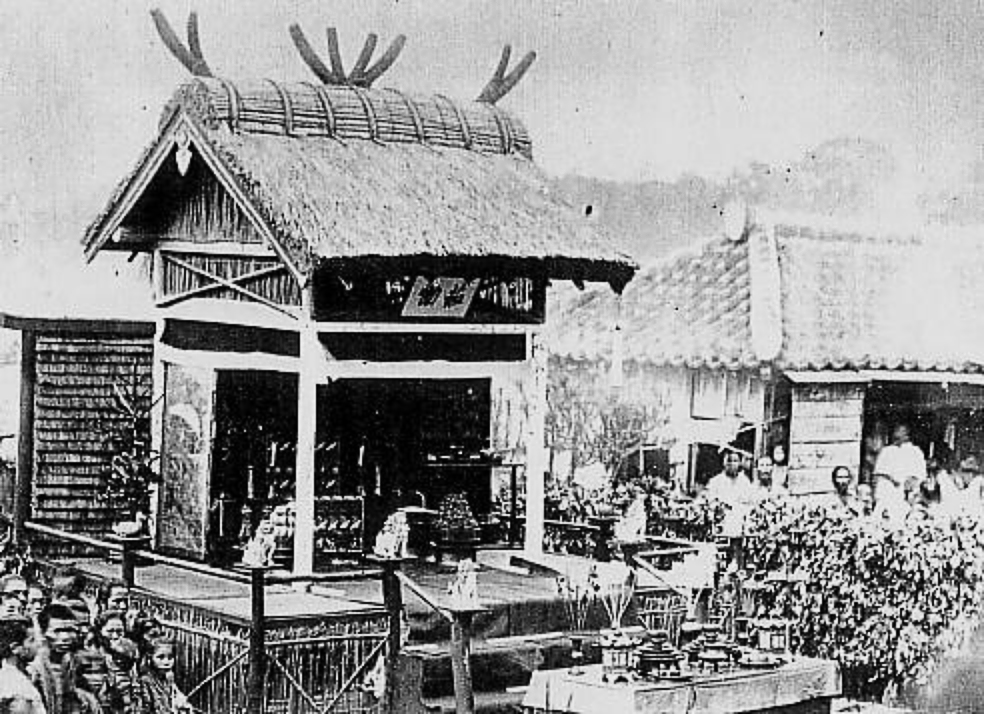
Đám tang Hầu tước Shō Tai

Ngày 11 tháng 3 năm 1879, Shō Tai chính thức thoái vị theo lệnh từ Tokyo, theo đó bãi bỏ phiên Lưu Cầu và lập tỉnh Okinawa, với các quan chức được bổ nhiệm từ Tokyo sẽ quản lý quần đảo. Nhà vua dời khỏi cung điện vào ngày 30 tháng 3, và chuyển đến Tokyo, sau một số trì hoãn vì lý do bệnh tật và không có khả năng để đi lại, ông cuối cùng phải dời khỏi Okinawa vào ngày 27 tháng 5, và đến Yokohama ngày 8 tháng 6, đi cùng ông đến Tokyo là 96 cận thần.
Sau khi yết kiến Thiên hoàng Minh Trị ngày 17 tháng 6 năm 1879, ông được thu nhập vào quý tộc kazoku (Hoa tộc) với tước hiệu hầu tước (侯爵 kōshaku). Trong phần còn lại của cuộc đời, ông đã được trở về Okinawa một lần duy nhất vào năm 1884, để tỏ lòng tôn kính với tổ tiên của mình tại Tamaudun, lăng mộ vương thất tại Shuri.
Tổng đốc Lý Hồng Chương phản đối việc sáp nhập vương quốc, và đã cố gắng khai mở các câu hỏi về chủ quyền của Lưu Cầu, bằng các thảo luận với Tổng thống Hoa Kỳ Ulysses S. Grant và các quan chức tại Tokyo, song không thành công.
Chính khách Ōkubo Toshimichi đưa ra đề nghị vào năm 1875 rằng nếu Hầu tước Shō Tai được làm tri sự cha truyền con nối của Okinawa, nó sẽ giúp làm dịu đi tinh thần chống Nhật ở Okinawa và sẽ giúp tỉnh đồng hóa tốt hơn vào quốc gia. Một phong trào lớn ở Okinawa mang tên Kōdō-kai đã đề nghị việc tương tự vài năm sau đó, song ý tưởng này cuối cùng đã bị triều đình Tokyo từ chối vì nó có thể thể hiện cho một thất bại của chính quyền đương thời và có thể ảnh hưởng đến vấn đề chủ quyền của hòn đảo.
Mặc dù được phong làm Hầu tước, nhiều nghi lễ tương tự như dành cho quốc vương Lưu Cầu tiếp tục được thi hành với Shō Tai. Ông thuộc giới thượng lưu ở Tokyo, và tham gia vào kinh doanh. Nhà Shō đã cố gắng phát triển một mỏ đồng tại Okinawa năm 1887 song lại có tiềm năng kém. Người quản lý kinh doanh của hầu tước, lại thành công trong việc mở một công ty có trụ sở tại Osaka gọi là "Maruichi Shōten," kinh doanh các sản phẩm nội địa Okinawa, bán chúng ở Osaka và phân phối khắp đất nước.
Shō Tai mất năm 1901, thọ 58 tuổi, ông được táng tại lăng mộ vương thất ở Shuri là Tamaudun. Gia đình ông tuân theo nghi lễ tang truyền thống Lưu Cầu trong hai năm, sau đó họ đã từ bỏ trang phục truyền thống, lễ hội, ngôn ngữ vương thất và lối sống để tiếp nhận những thứ tương tự của tầng lớp Kazoku Nhật Bản.